# Лаурен, Дианна
Дианна Лаурен (англ. Dyanna Lauren; род. 18 марта 1965, Лос-Анджелес, Калифорния, США) — американская порноактриса, режиссёр и фотомодель.

## Биография
Первым порнофильмом Дианы стал фильм 1992 года Justine: Nothing to Hide 2. В 1994 году заключила контракт с компанией Vivid, также параллельно работая со многими другими студиями. В июле 1995 года стала «киской месяца» журнала Penthouse В 1997 году попробовала свои силы в режиссуре и сняла свой первый фильм для взрослых Broken Promises. Дианна имеет несколько татуировок: в виде пронзённого сердца внизу живота, с правой стороны над лобком и татуировки на спине.
12 января 2008 Лаурен получила AVN Hall of Fame.
По данным на 2014 год, Дианна Лаурен снялась в 258 порнофильмах и срежиссировала 58 порнолент.

## Премии и номинации
- 1998 AVN Award — Best Actress, Film — Bad Wives[5]
- 1998 XRCO Award — Best Actress, Film — Bad WivesX[6]
- 1998 AVN Award — Best Anal Sex Scene, Film — Bad Wives (with Steven St. Croix)[5]
- 2010 XBIZ Award — Performer Comeback of the Year[7]
- 2011 XBIZ Awards номинация — MILF Performer of the Year[8]